# 利昂·格雷戈里
利昂·格雷戈里（英語：Leon Gregory，1932年11月23日—），澳大利亚男子田径运动员，主攻短跑。他曾代表澳大利亚参加1956年夏季奥林匹克运动会田径比赛，获得男子4×400米接力银牌。